# Jacob Ludvigsen
Jacob Ludvigsen (Gentofte, 13 dicembre 1947 – Copenaghen, 2 aprile 2017) è stato un fotografo danese.
Autore danese. Fondatore del provo, movimento controculturale nato nei Paesi Bassi alla metà degli anni sessanta, pubblicò il giornale anarchico Hovedbladet, che ufficializzò la proclamazione della Città Libera denominata ancora oggi Christiania,  al centro di Copenaghen.